# چرخ‌ریسک لاجوردی

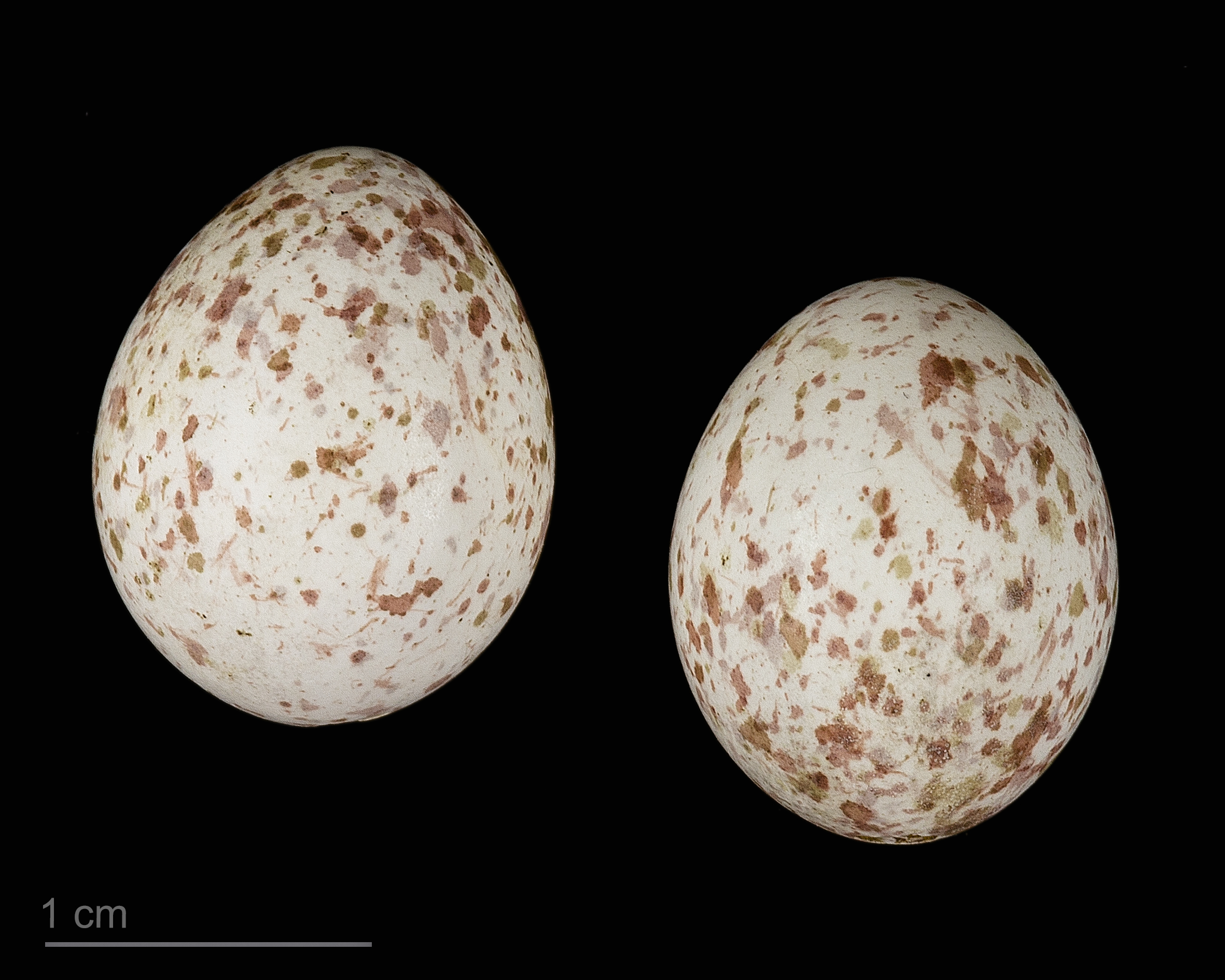
Cyanistes cyanus cyanus

چرخ‌ریسک لاجوردی (نام علمی: Cyanistes cyanus) نام یک گونه از تیره چرخ‌ریسک است.